# Мещеряков Михайло Михайлович
Миха́йло Миха́йлович Мещеряко́в (1 травня 1989 — 5 червня 2015) — старший солдат Збройних сил України.

## Життєпис
Навчався у криворізькій ЗОШ № 45, потім у вечірній школі № 10; закінчив Криворізький професійний будівельний ліцей.
Працював на криворізькій шахті «Гвардійська», прохідник-підривник 10-ї дільниці.
20 лютого 2015-го мобілізований, кулеметник механізованої роти, 30-та окрема механізована бригада.
5 червня 2015-го загинув поблизу міста міста Макіївка при виконанні бойового завдання.
Похований в місті Кривий Ріг 11 червня 2015 року в Тернівському районі, кладовище «Краматорівка». Цей день в Кривому Розі оголошено днем жалоби.

## Нагороди та вшанування
- Указом Президента України 553/2015 від 22 вересня 2015 року — орденом «За мужність» III ступеня (посмертно)[1].
- у вересні 2015-го в Криворізькому будівельному ліцеї відкрито меморіальну дошку Михайлу Мещерякову